# Eric Ahumada
Eric Andrés Ahumada Escobar (Tierra Amarilla, Región de Atacama, Chile, 14 de febrero de 1994) es un Exfutbolista profesional chileno que jugaba como defensor central.

## Trayectoria
Debuta en el profesionalismo el día sábado 24 de mayo de 2014, válido por el Campeonato de Copa Chile 2014-15, en tercera fecha de la fase de grupos del grupo 3, debutando de titular en el partido entre Cobreloa y Deportes Iquique, el cual el cuadro de la segunda región gana por 2 goles a 0.
El día miércoles 30 de julio de 2014, logra el Campeonato Apertura del Fútbol Joven del mismo año, jugando por las categorías sub-19 de Cobreloa, participando en la final torneo, en el cual el equipo de El Loa gana por 3 goles a 0 ante las divisiones de Club Universidad de Chile.
Firma su primer Contrato como futbolista profesional en la fecha de 26 de noviembre de 2014, por una duración de un año y 6 meses con el equipo de Cobreloa.

## Clubes
| Club                      | País  | Año       |
| ------------------------- | ----- | --------- |
| Cobreloa                  | Chile | 2014-2017 |
| Huachipato                | Chile | 2017-2019 |
| Iberia                    | Chile | 2019      |
| Cobreloa                  | Chile | 2020      |
| Deportes Antofagasta      | Chile | 2021-2022 |
| Universidad de Concepción | Chile | 2023-2024 |
| Rengo                     | Chile | 2024      |